# США на летних Олимпийских играх 1952
На летних Олимпийских играх 1952 года США представляли 286 спортсменов (245 мужчин, 41 женщина). Они завоевали 40 золотых, 19 серебряных и 17 бронзовых медалей, что вывело сборную на 1-е место в неофициальном командном зачёте.

## Медалисты
| Медаль  | Спортсмен | Вид спорта                  | Дисциплина                                  |
| ------- | --- | --------------------------- | ------------------------------------------- |
| Золото  | Линди Ремиджино | Лёгкая атлетика             | Мужчины, 100 м                              |
| Золото  | Эндрю Стэнфилд | Лёгкая атлетика             | Мужчины, 200 м                              |
| Золото  | Мэл Уитфилд | Лёгкая атлетика             | Мужчины, 800 м                              |
| Золото  | Харрисон Диллард | Лёгкая атлетика             | Мужчины, 110 м с барьерами                  |
| Золото  | Чарльз Мур | Лёгкая атлетика             | Мужчины, 400 м с барьерами                  |
| Золото  | Хорэйс Эшенфелтер | Лёгкая атлетика             | Мужчины, 3000 м с препятствиями             |
| Золото  | Финис Дин Смит Харрисон Диллард Линди Ремиджино Эндрю Стэнфилд | Лёгкая атлетика             | Мужчины, эстафета 4×100 м                   |
| Золото  | Джером Биффле | Лёгкая атлетика             | Мужчины, прыжки в длину                     |
| Золото  | Уолт Дэвис | Лёгкая атлетика             | Мужчины, прыжки в высоту                    |
| Золото  | Роберт Ричардс | Лёгкая атлетика             | Мужчины, прыжки с шестом                    |
| Золото  | Перри О’Брайен | Лёгкая атлетика             | Мужчины, толкание ядра                      |
| Золото  | Симеон Айнесс | Лёгкая атлетика             | Мужчины, метание диска                      |
| Золото  | Сайрус Янг | Лёгкая атлетика             | Мужчины, метание копья                      |
| Золото  | Роберт Мэтиас | Лёгкая атлетика             | Мужчины, десятиборье                        |
| Золото  | Мэй Фэггс Барбара Джонс Джэнет Морё Кэтрин Харди | Лёгкая атлетика             | Женщины, эстафета 4×100 м                   |
| Золото  | Чарли Логг Томас Прайс | Академическая гребля        | Мужчины, двойки распашные без рулевого      |
| Золото  | Фрэнк Шекспир Уильям Филдс Джеймс Данбар Ричард Мерфи Роберт Детвейлер Генри Проктор Уэйн Фрай Эдвард Стивенс Чарльз Мэнринг                                                  | Академическая гребля        | Мужчины, восьмёрки                          |
| Золото  | Рон Бонтемпс Марк Фрайбергер Уэйн Глазго Чарли Хоаг Билл Хугланд Джон Келлер Дин Келли Боб Кенни Боб Кёрланд Билл Линхард Клайд Лавлетт Фрэнк Маккейб Дэн Пиппин Хоуи Уильямс | Баскетбол                   | Мужчины                                     |
| Золото  | Натан Брукс | Бокс                        | Мужчины, до 51 кг                           |
| Золото  | Чарльз Эдкинс | Бокс                        | Мужчины, до 63,5 кг                         |
| Золото  | Флойд Паттерсон | Бокс                        | Мужчины, до 75 кг                           |
| Золото  | Норвел Ли | Бокс                        | Мужчины, до 81 кг                           |
| Золото  | Эдвард Сандерс | Бокс                        | Мужчины, свыше 81 кг                        |
| Золото  | Уильям Смит | Борьба                      | Мужчины, вольный стиль, до 73 кг            |
| Золото  | Френк Хейвенс | Гребля на байдарках и каноэ | Мужчины, каноэ-одиночка, 10.000 м           |
| Золото  | Бриттон Чэнс Самнер Уайт Эдгар Уайт Майкл Скоэттл | Парусный спорт              | Класс «5.5 mR»                              |
| Золото  | Герман Вайтон Эрик Риддер Джулиан Рузвельт Джон Морган Эверард Эндт Эмелин Вайтон                                                                                             | Парусный спорт              | Класс «6 mR»                                |
| Золото  | Кларк Скоулз | Плавание                    | Мужчины, 100 м вольным стилем               |
| Золото  | Форд Конно | Плавание                    | Мужчины, 1500 м вольным стилем              |
| Золото  | Ёси Оякава | Плавание                    | Мужчины, 100 м на спине                     |
| Золото  | Уэйн Мур Уильям Вулси Форд Конно Джеймс Маклэйн | Плавание                    | Мужчины, эстафета 4×200 м вольным стилем    |
| Золото  | Дэвид Браунинг | Прыжки в воду               | Мужчины, трамплин 3 м                       |
| Золото  | Сэмюэл Ли | Прыжки в воду               | Мужчины, вышка 10 м                         |
| Золото  | Патрисия Маккормик | Прыжки в воду               | Женщины, трамплин 3 м                       |
| Золото  | Патрисия Маккормик | Прыжки в воду               | Женщины, вышка 10 м                         |
| Золото  | Хелет Беннер | Стрельба                    | Мужчины, пистолет, 50 м                     |
| Золото  | Тамио Коно | Тяжёлая атлетика            | Мужчины, до 67,5 кг                         |
| Золото  | Петер Джордж | Тяжёлая атлетика            | Мужчины, до 75 кг                           |
| Золото  | Норберт Шемански | Тяжёлая атлетика            | Мужчины, до 90 кг                           |
| Золото  | Джон Дэвис | Тяжёлая атлетика            | Мужчины, свыше 90 кг                        |
| Серебро | Тэйн Бейкер | Лёгкая атлетика             | Мужчины, 200 м                              |
| Серебро | Роберт Макмиллен | Лёгкая атлетика             | Мужчины, 1500 м                             |
| Серебро | Джек Дэвис | Лёгкая атлетика             | Мужчины, 110 м с барьерами                  |
| Серебро | Олли Мэтсон Джеррард Коул Чарльз Мур Мэл Уитфилд | Лёгкая атлетика             | Мужчины, эстафета 4×400 м                   |
| Серебро | Мередит Гоурдайн | Лёгкая атлетика             | Мужчины, прыжки в длину                     |
| Серебро | Кеннет Виснер | Лёгкая атлетика             | Мужчины, прыжки в высоту                    |
| Серебро | Дональд Лаз | Лёгкая атлетика             | Мужчины, прыжки с шестом                    |
| Серебро | Дарроу Хупер | Лёгкая атлетика             | Мужчины, толкание ядра                      |
| Серебро | Уильям Миллер | Лёгкая атлетика             | Мужчины, метание копья                      |
| Серебро | Милт Кэмпбелл | Лёгкая атлетика             | Мужчины, десятиборье                        |
| Серебро | Джей Томас Эванс | Борьба                      | Мужчины, вольный стиль, до 67 кг            |
| Серебро | Генри Виттенберг | Борьба                      | Мужчины, вольный стиль, до 87 кг            |
| Серебро | Джон Прайс Джон Рейд | Парусный спорт              | Класс «Звёздный»                            |
| Серебро | Форд Конно | Плавание                    | Мужчины, 400 м вольным стилем               |
| Серебро | Бовен Стассфорт | Плавание                    | Мужчины, 200 м брассом                      |
| Серебро | Миллер Андерсон | Прыжки в воду               | Мужчины, трамплин 3 м                       |
| Серебро | Паула Джин Майерс-Поуп | Прыжки в воду               | Женщины, вышка 10 м                         |
| Серебро | Стэнли Стэнчик | Тяжёлая атлетика            | Мужчины, до 82,5 кг                         |
| Серебро | Джеймс Брэдфорд | Тяжёлая атлетика            | Мужчины, свыше 90 кг                        |
| Бронза  | Джеймс Гэзерс | Лёгкая атлетика             | Мужчины, 200 м                              |
| Бронза  | Олли Мэтсон | Лёгкая атлетика             | Мужчины, 400 м                              |
| Бронза  | Артур Барнард | Лёгкая атлетика             | Мужчины, 110 м с барьерами                  |
| Бронза  | Джим Фукс | Лёгкая атлетика             | Мужчины, толкание ядра                      |
| Бронза  | Джеймс Диллион | Лёгкая атлетика             | Мужчины, метание диска                      |
| Бронза  | Флойд Симмонс | Лёгкая атлетика             | Мужчины, десятиборье                        |
| Бронза  | Элвин Албриксон Ричард Уолстром Мэтт Линдерсон Альберт Росси | Академическая гребля        | Мужчины, четвёрки распашные с рулевым       |
| Бронза  | Джосайя Хенсон | Борьба                      | Мужчины, вольный стиль, до 62 кг            |
| Бронза  | Чарлз Хью-мл. Уолтер Стейли-мл. Джон Уоффорд | Конный спорт                | Троеборье, командное первенство             |
| Бронза  | Уильям Стейнкраус Артур Маккэшин Джон Рассел | Конный спорт                | Конкур, командное первенство                |
| Бронза  | Джек Тэйлор | Плавание                    | Мужчины, 100 м на спине                     |
| Бронза  | Эвелин Кавамото | Плавание                    | Женщины, 400 м вольным стилем               |
| Бронза  | Жакелин Лавайн Мэри Степан Джоан Олдерсон Эвелин Кавамото | Плавание                    | Женщины, эстафета 4×100 м вольным стилем    |
| Бронза  | Роберт Клотворти | Прыжки в воду               | Мужчины, трамплин 3 м                       |
| Бронза  | Зоу Анн Ольсен-Йенсен | Прыжки в воду               | Женщины, трамплин 3 м                       |
| Бронза  | Юнона Стовер-Ирвин | Прыжки в воду               | Женщины, вышка 10 м                         |
| Бронза  | Артур Чарльз Джексон | Стрельба                    | Мужчины, малокалиберная винтовка лёжа, 50 м |

## Результаты соревнований

### Академическая гребля
Соревнования в академической гребле на Играх 1952 года проходили с 20 по 23 июля. В следующий раунд из каждого заезда проходили несколько лучших экипажей (в зависимости от дисциплины). Впервые с 1928 года для проигравших в полуфинале спортсменов был введён ещё один отборочный заезд. В финал A выходили 5 сильнейших экипажей.
Мужчины
| Соревнование | Спортсмены             | Предварительный заезд | Предварительный заезд | Предварительный заезд | 1-й отборочный заезд | 1-й отборочный заезд | 1-й отборочный заезд | Полуфинал      | Полуфинал      | Полуфинал      | 2-й отборочный заезд | 2-й отборочный заезд | 2-й отборочный заезд | Финал                | Финал                |
| Соревнование | Спортсмены             | Заезд                 | Время                 | Место                 | Заезд                | Время                | Место                | Заезд          | Время          | Место          | Заезд                | Время                | Место                | Время                | Место                |
| ------------ | ---------------------- | --------------------- | --------------------- | --------------------- | -------------------- | -------------------- | -------------------- | -------------- | -------------- | -------------- | -------------------- | -------------------- | -------------------- | -------------------- | -------------------- |
| одиночки     | Джон Келли-младший     | 3                     | 7:58,4                | 1 Q                   | не участвовал        | не участвовал        | не участвовал        | 2              | 7:57,3         | 2              | 2                    | 7:42,0               | 2                    | завершил выступление | завершил выступление |
| двойки       | Чарли Логг Томас Прайс | 1                     | 7:50,7                | 4                     | 2                    | 7:28,4               | 1 Q                  | не участвовали | не участвовали | не участвовали | 1                    | 7:36,2               | 1 Q                  | 8:20,7               | 1                    |

### Бокс
Соревнования по боксу проходят по системе плей-офф. Для победы в олимпийском турнире боксёру необходимо одержать либо четыре, либо пять побед в зависимости от жеребьёвки соревнований. Оба спортсмена, проигравшие в полуфинальных поединках, становятся обладателями бронзовых наград.
| Категория | Спортсмены  | Первый раунд          | Второй раунд       | Четвертьфинал        | Полуфинал          | Финал              | Место |
| Категория | Спортсмены  | Соперник Результат    | Соперник Результат | Соперник Результат   | Соперник Результат | Соперник Результат | Место |
| --------- | ----------- | --------------------- | ------------------ | -------------------- | ------------------ | ------------------ | ----- |
| до 51 кг  | Натан Брукс | FINР. Луукконен В 3:0 | AUTА. Зима В 3:0   | ROUМ. Добреску В 2:1 | RSAВ. Тоуил В 3:0  | GERЭ. Базель В 3:0 | 1     |